# Long Gone Day
Long Gone Day – trzeci, a zarazem ostatni singel promujący debiutancki album studyjny Above supergrupy Mad Season. Ukazał się w 1995 roku, nakładem wytwórni fonograficznej Columbia. Utwór został zamieszczony na ósmej pozycji na płycie, trwa 4 minuty i 52 sekundy, i prócz kompozycji „River of Deceit”, „Lifeless Dead” oraz „All Alone”, należy do najkrótszych utworów na albumie. Autorem tekstu jest wokalista Layne Staley, muzykę skomponowali wspólnie gitarzysta Mike McCready, wokalista Mark Lanegan oraz perkusista Barrett Martin.
Utwór w późniejszym czasie znalazł się również na koncertowym albumie zespołu - Live at The Moore, wydanym w tym samym roku, z zapisem koncertu jaki się odbył 29 kwietnia w Seattle.

## Informacje o utworze
Utwór „Long Gone Day” cechuje się dużą różnorodnością, sprawiającą, że kompozycja łączy w sobie elementy rocka klasycznego, bluesa, rocka progresywnego i jazzu. Należy do najbardziej eksperymentalnych utworów w dorobku grupy. W utworze nie występuje partia gitary elektrycznej. McCready gra na gitarze akustycznej. Ponadto utwór przyozdobiony jest brzmieniem takich instrumentów jak wiolonczela, kontrabas, marimba czy wibrafon. W utworze gościnnie wystąpili wokalista Screaming Trees Mark Lanegan, oraz Eric „Skerik” Walton, który wykonał partię saksofonu.
Autorami muzyki są gitarzysta Mike McCready, wokalista Mark Lanegan oraz perkusista Barrett Martin. Tekst do utworu jest autorstwa Staleya. Jest to jeden z dwóch utworów, w których wystąpił Lanegan. Innym utworem w którym wystąpił, jest kompozycja „I'm Above”.

## Wydanie i odbiór singla
Singel z utworem „Long Gone Day” ukazał się w 1995 roku, jako trzeci, i zarazem ostatni, promujący album Above. Nie zanotował żadnych miejsc na listach przebojów w Stanach jak i Europie.
Recenzent serwisu rockmetal.pl Krzysztof Bronowski w swym artykule zauważa, że „utwór „Long Gone Day” jest bezsprzecznie najlepszym numerem na płycie, instrumentarium poszerzono o dźwięki saksofonu, który wprost idealnie tu pasuje, a dodatkowo u boku Staleya śpiewa Mark Lanegan ze Screaming Trees”. Barbara Davies z magazynu Rolling Stone w swej recenzji zauważa, że utwór jest wyjątkowy pod wieloma względami, takimi jak poszerzone instrumentarium, oraz duet wokalny Staleya oraz Lanegana. Davies stwierdza że utwór „Long Gone Day” jest przykładem tego, że zespół w niektórych momentach udowadnia iż jest czymś więcej niż tylko sumą swoich części.
Poza Stanami Zjednoczonymi, singiel został wydany również między innymi na rynku europejskim. Tym razem zrezygnowano z wydawania singla w różnych wersjach. Dlatego singel z utworem „Long Gone Day”, ukazał się jedynie z tytułowym utworem.

## Utwór na koncertach
Utwór „Long Gone Day” został zagrany jedynie na trzech z ośmiu koncertów jakie zagrał zespół. Zadebiutował 22 kwietnia 1994 roku w Moore Theatre, kiedy to zespół odbywał próbę. Ostatni raz został wykonany podczas koncertu jaki odbył się 29 kwietnia 1995 roku w Moore Theatre. Występ grupy został wówczas zarejestrowany, i 29 sierpnia ukazał się na albumie koncertowym Live at The Moore.

## Lista utworów na singlu
Single CD:
| Nr. |  | Tytuł           | Tekst        | Muzyka                                        | Długość |
| --- |  | --------------- | ------------ | --------------------------------------------- | ------- |
| 1.  |  | „Long Gone Day” | Layne Staley | Mike McCready / Mark Lanegan / Barrett Martin | 4:52    |

## Twórcy
Opracowano na podstawie materiału źródłowego:
Mad Season
- Layne Staley – śpiew
- Mike McCready – gitara akustyczna
- John Baker Saunders – gitara basowa
- Barrett Martin – perkusja, kontrabas, wiolonczela, marimba, wibrafon

Muzycy sesyjni
- Mark Lanegan - śpiew, wokal wspierający
- Eric „Skerik” Walton - saksofon

Produkcja
- Nagrywany: koniec 1994 w Bad Animals Studio w Seattle, Waszyngton
- Producent muzyczny: Brett Eliason, Mad Season
- Miksowanie: Brett Eliason
- Inżynier dźwięku: Brett Eliason, Sony Felho
- Asystent inżyniera dźwięku: Sam Hofstedt
- Mastering: Howie Weinberg w Masterdisk Studio w Nowym Jorku
- Projekt okładki, ilustracje, dyrektor artystyczny: Mad Season
- Zdjęcia: Lance Mercer
- Design: Gabrielle Raumberger

- Aranżacja: Mike McCready, Mark Lanegan, Barrett Martin
- Tekst utworu: Layne Staley